# Євстигнєєв Олександр Семенович
Олександр Семенович Євстигнєєв (9 вересня 1894 — 20 січня 1945, Польща) — стрілець 1085-го стрілецького полку 332-ї стрілецької дивізії, Герой Радянського Союзу.

## Біографія
Євстигнєєв Олександр Семенович народився 9 вересня (27 серпня — за старим стилем) 1894 року в селі Пестровка Стерлітамацького району в сім'ї селянина. Здобув початкову освіту.
Учасник Першої світової війни. В 1917 р. працював у Петрограді, на Путилівському заводі. В кінці 1918 року перевівся на Самарський трубочний військовий завод. Пізніше переїхав в Стерлітамацький район, де до призову в Червону Армію працював у колгоспі.
В РСЧА вступив добровільно через Стерлітамацький райвійськкомат у січні 1942 р. На фронті з травня 1942 р.
Загинув 20 січня 1945 року. Похований у братській могилі № 9 в селі Борск-Фоленськи, нині дільниця Лагєвнікі — Борек-Фаленцький міста Кракова (Польща). Звання Героя Радянського Союзу присвоєно 10 квітня 1945 посмертно. Нагороджений орденом Леніна, медаллю.

## Подвиг
«Стрілок 1085-го стрілецького полку (322-а стрілецька дивізія, 60-а армія, 1-й Український фронт) рядовий О. С. Євстигнєєв здійснив подвиг 20 січня 1945 року в районі м. Свошовице (нині в межах м. Краків, Польща) при відбитті контратаки противника. Скочивши на ворожий бронетранспортер, він гранатами знищив його екіпаж. В момент, коли супротивник зробив нову контратаку, О. С. Євстигнєєв, жертвуючи собою, кинувся зі зв'язкою гранат під гусениці ворожого танка, підірвав його і загинув сам. Танки і бронетранспортери гітлерівців не дійшли до бойових порядків нашої піхоти, контратака ворога була зірвана».

## Пам'ять
У селі Пестровка (нині Велике Аксаково) Стерлітамацького району Республіки Башкортостан в травні 1962 року О. С. Євстигнєєву встановлено пам'ятник.